# Малые Янушковичи (Логойский район)
Малые Янушковичи (бел. Малы́я Яну́шкавічы) — деревня в Логойском районе Минской области Беларуси. В составе Янушковичского сельсовета.

## География
Пролегает дорога Р-66.
Ближайшие населённые пункты Каниковичи, Якубовичи Боровые, Якубовичи Горовые, Янушковичи и др.

## История
С 1908 года имение Янушковичи в Гайно-Слободской волости Борисовского уезда Минской губернии.

## Население

### Численность
- 2019 год — 12 жителей

### Динамика
- 1908 год — 5 жителей, 2 двора (имение)[2]
- 1999 год — 25 жителей (перепись населения)
- 2009 год — 13 жителей (перепись населения)[2]
- 2019 год — 12 жителей (перепись населения)

## Улицы
- Центральная